# 聖德米特里主教座堂 (弗拉基米爾)

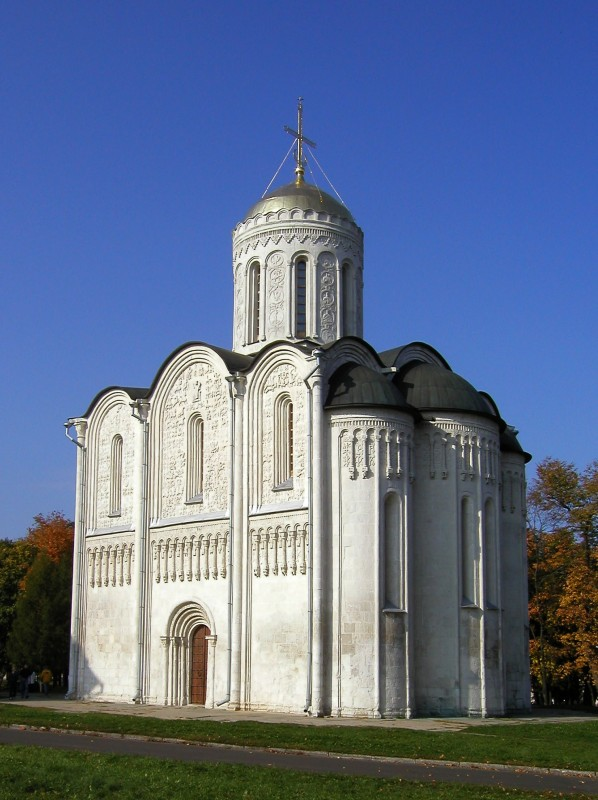

聖德米特里主教座堂（Дмитриевский собор）是位於俄羅斯城市弗拉基米爾的一座主教座堂。聖德米特里主教座堂竣工於1191年。聖德米特里主教座堂是弗拉基米爾和蘇茲達爾的白色古蹟群的一部分，1992年被聯合國教科文組織列入世界文化遺產。教堂的浮雕擁有很高的價值。
56°07′45″N 40°24′39″E / 56.12917°N 40.41083°E